# Mellicta conica
Mellicta conica är en fjärilsart som beskrevs av Matsumura 1929. Mellicta conica ingår i släktet Mellicta och familjen praktfjärilar. Inga underarter finns listade i Catalogue of Life.